# سیگنت
سیگنت (انگلیسی: Signet) شرکت خرده‌فروشی آمریکایی است، که در سال ۱۹۴۹ تأسیس شد.